# 오렌지색배히말라야다람쥐
오렌지색배히말라야다람쥐(Dremomys lokriah)는 다람쥐과에 속하는 설치류의 일종이다. 방글라데시와 중국, 인도, 미얀마, 네팔, 부탄에서 발견된다.